# Edward Hobart Seymour

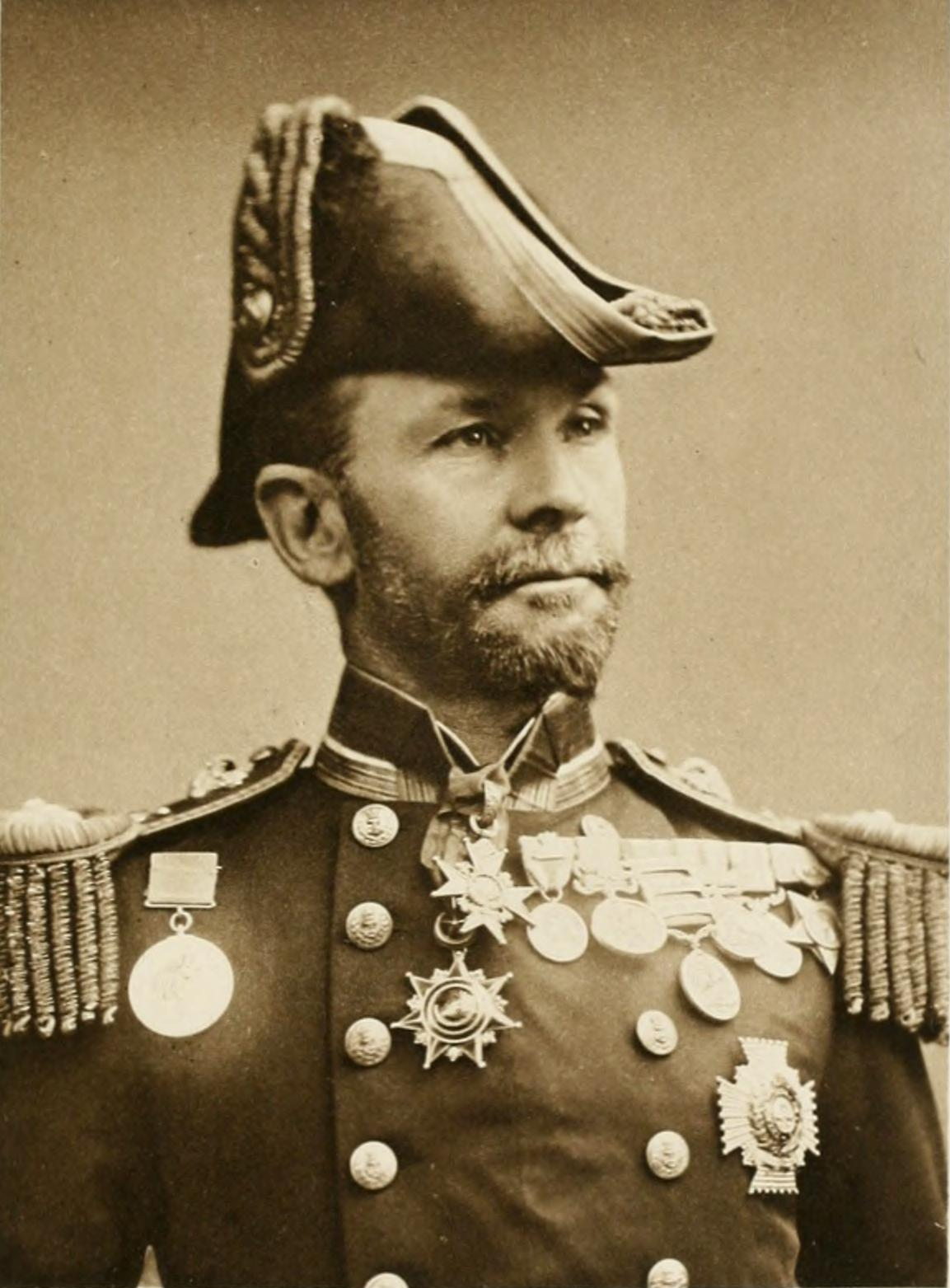
Sir Edward Hobart Seymour.

Edward Hobart Seymour, född den 30 april 1840 i Kinwarton, död den 2 mars 1929 i Maidenhead, var en brittisk amiral. Han var sonson till amiral Michael Seymour den äldre och brorson till amiral Michael Seymour den yngre. 
Seymour fick sin utbildning vid Radley College och Eastman's Naval Academy i Southsea. Han tjänstgjorde i Svarta havet fram till evakueringen från Krim 1856. Efter Krimkriget blev Seymour beordrad till HMS Calcutta, farbrodern Michael Seymours flaggskepp. Detta skepp ingick i de brittiska styrkorna vid Kina. Han deltog i slaget om Kanton (december 1857). På HMS Chesapeake deltog Seymour i angreppet på Takuforten i september 1860. I december 1897 utnämndes Seymour till överbefälhavare för den brittiska Kinaflottan. Tjänsten var fredlig fram till boxarupproret. Seymour ledde då en misslyckad framstöt för att undsätta de utländska legationerna i Peking. Han skrev och utgav sina memoarer, My Naval Career and Travels (1911).